# Курыксар
Курыксар — горный хребет на Северном Урале в Пермском крае, Россия, на северо-востоке Красновишерского района Пермского края. Максимальная высота — 896 м. Занимает территорию государственного природного заповедника «Вишерский».
В северо-западной части хребет примыкает к хребту Чувальский Камень, к юго-западу — хребет Тулымский Камень.

## Характеристика
Хребет Курыксар расположен на Северном Урале в Пермском крае на северо-востоке Красновишерского района Пермского края. Хребет вытянут по меридиану. Максимальная длина с севера на юг — около 10 км, ширина — 4 км с севера на юг уменьшается высота хребта. Имеет скалистый южный склон. Сложен из базальтового состава, зеленых сланцев. Сложение южной части — кварцито-песчаники, сланцы филлитовые и зеленые.

## Гидрография
Склоны хребта дают питание: северный — реке Долганиха (сток в реке Вишера), восточный — реке Курыксарка. На юго-западе протекает река Вишера.

## Флора
До высоты 600—650 метров хребет покрыт пихтово-еловыми с кедром лесом, выше 600 метров — березовые криволесья, тундровые растения.

## Топонимика
По оценке А. К. Матвеева, название хребта, вероятно, означает «Куриный гребень», эта метафора обусловлена формой зубчатых скал, видных с реки. Мансийское происхождение названия «Курыксар» исключается. Матвеев выводит ороним из коми-пермяцкого курӧг и коми-язьвинского курбг — «курица» и коми-пермяцкого и коми-язьвинского сорс— «гребень». Из сложения Курӧг-Сорс при неизбежном оглушении г в к перед глухим си вполне возможным отпадением второго с на русской почве должна была возникнуть форма «Курыксор» или «Куроксор» с последующим переходом -сор в -сар в безударной позиции. Название хребта на языке манси — «Яп-Кангк», по-видимому, это один из увековеченных в камне мансийских мифологических персонажей, которых много на Северном Урале.